# Giovanni Battista Cariolo
Giovanni Battista Cariolo (Saluzzo, 12 agosto 1805 – Cuneo, 22 giugno 1873) è stato un politico italiano.

## Biografia
Fu Deputato del Regno di Sardegna nella III legislatura per il collegio di Dronero, città della quale fu anche Sindaco.
È sepolto presso il cimitero urbano di Cuneo, luogo presso il quale è esposta una lapide in sua memoria che recita:
(Lapide dedicata a Giovanni Battista Cariolo)
Alla sua morte, il giornale politico "La Sentinella delle Alpi" scrisse così di lui:
("La Sentinella delle Alpi", 1873)